# Korkeasaari
Korkeasaari (szw. Högholmen) – wyspa w Helsinkach, miejsce usytuowania największego fińskiego ogrodu zoologicznego, działającego od 1889.

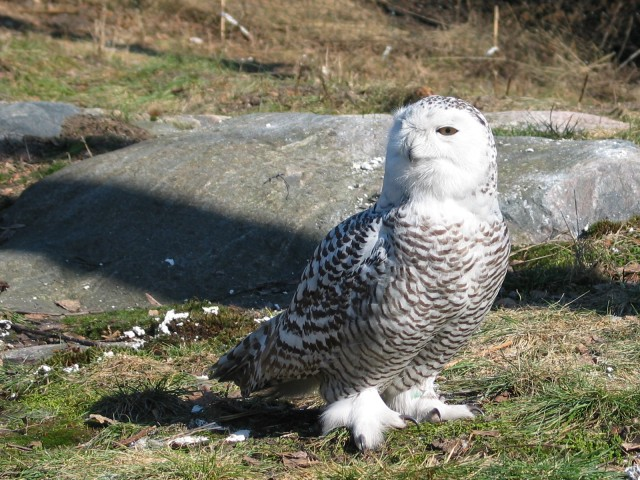
Sowa śnieżna w Korkeasaari

Dwa lub trzy razy do roku zoo organizuje nocne zwiedzanie, podczas którego chętni mogą podziwiać duże kotowate i inne zwierzęta o nocnym trybie życia w czasie ich naturalnej aktywności.

## Linki zewnętrzne

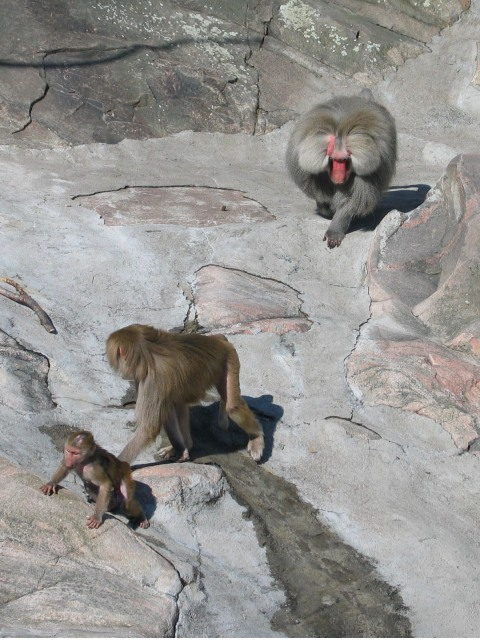
Pawiany w Korkeasaari